# 维多利亚的模力
《维多利亚的模力》（英語：VIC）是一部Toggle原创剧集。剧集最初只在Toggle上发布，后来在新传媒U频道播出。此剧除了描绘媒体和模特行业背后不为人知的秘密，也包含一些超自然元素，如身体交换。由模特女演员黄思恬、沈琳宸、陈泂江领衔主演、江常辉、洪爱玲、沈家玉、周智慧等人联合主演。演员阵容方面大多采用现实生活中的模特和新加坡环球小姐的过往参赛者。此外，此剧还设有3个不同的结局。

## 剧情简介
化妆品柜姐Vicky（詹予柔）希望成为一名超级模特，她参加了真人秀节目《Fresh Off The Runway》。该节目的执行制片人曹世仁希望在媒体上引起轰动而采取匿名的方式向其中一位的参赛者发送死亡威胁，引起噱头。而该名参赛者恰好是Vicky。直到有一天她不小心触电了，Victory Property的总裁Victoria Lek（厉胜男）碰巧在参观片场，意外卷入事故。俩人掉进泳池后身份交换。她别无选择，只能继续在Vicky的身体里作为真人秀的参赛者，以便能早日查回自己的身体，以及事情的真相。

## 主要演員
| 演 員  | 角 色    | 備註                                                                                      |
| 黃思恬 | Vicky    | 吳昇豪之暗戀對象，後Vicky與Victoria交換靈魂後暗戀Victoria Gordon之女友 沈冰冰之旗下模特   |
| 陳炯江 | 吳昇豪   | Juno 原喜歡Vicky，後Vicky與Victoria交換靈魂而暗戀Victoria Victoria之男友 沈冰冰之鍾情對象 |
| 沈琳宸 | 沈冰冰   | 模特練習師 喜歡吳昇豪 Vicky，Victoria之情敵                                               |
| 洪愛玲 | Victoria | 與Vicky交換靈魂而喜歡他，最後為其女友                                                     |
| 沈佳玉 | Suki     | 模特兒練習生 Vicky之好友                                                                  |